# Iolanda
Юланда Кошта (порт. Iolanda Costa, [juˈlɐ̃dɐ ˈkɔʃtɐ]; нар. 4 листопада 1994 року), відома просто як Iolanda — португальська співачка й авторка пісень. Вона стала відомою завдяки участі в першому сезоні португальського талант-шоу Uma canção para tiу 2008 році. Представниця Португалії на Пісенному конкурсі Євробачення 2024 з піснею «Grito».

## Біографія
Юланда народилася в 1994 році в місті Фігейра-да-Фош, але в дитинстві переїхала з батьками в Помбал. З ранніх років вона виявила велику пристрасть до музики, і її покликання не залишилося непоміченим батьками, які віддали її вивчати музику в Tecnimúsica, школу в Помбалі, а пізніше в консерваторію. У 17 років Юланда переїхала до Лісабона, де закінчила факультет комунікацій в ISCSP. Під час навчання вона виступала в барах і на національних конкурсах талантів, а потім переїхала до Лондона, де вивчала написання пісень у Британсько-Ірландському інституті сучасної музики в Університеті Сассексу.

## Кар'єра
У віці 14 років Юланда брала участь у першому випуску талант-шоу Uma canção para ti («Пісня для тебе»), яке транслювалося TVI у грудні 2008 року, і вибула з другого гала-конкурсу, таким чином не дійшовши до фіналу. У 2012 році, у віці 17 років, вона знову стала учасницею в телевізійній програмі, цього разу в 5-му сезоні Ídolos на SIC, але не дійшла до прямих ефірів гала-сцени. У 2014 році Юланда з'явилася на сліпих прослуховуваннях другого сезону The Voice Portugal на RTP1, але її виконання «Who You Are» Джессі Джей не вразило жодного з чотирьох наставників.
У 2022 році співачка дебютувала на Festival da Canção, португальському відборі на Пісенний конкурс Євробачення, як співавторка й співкомпозиторка пісні «Mar no fim» для співачки Блаччі, яка в підсумку не змогла кваліфікуватися до фіналу.
У 2023 році Юланда випустила свій перший EP під назвою Cura, який вона написала під час пандемії COVID-19.

У 2024 році співачка була оголошена однією з учасниць Festival da Canção 2024 з піснею «Grito». 24 лютого 2024 року вона змогла пройти до фіналу та згодом виграла фестиваль і представляла Португалію на Пісенному конкурсі Євробачення 2024. Посіла 10 місце.

Юланда на Eurovision Pre-Party 2024 Madrid
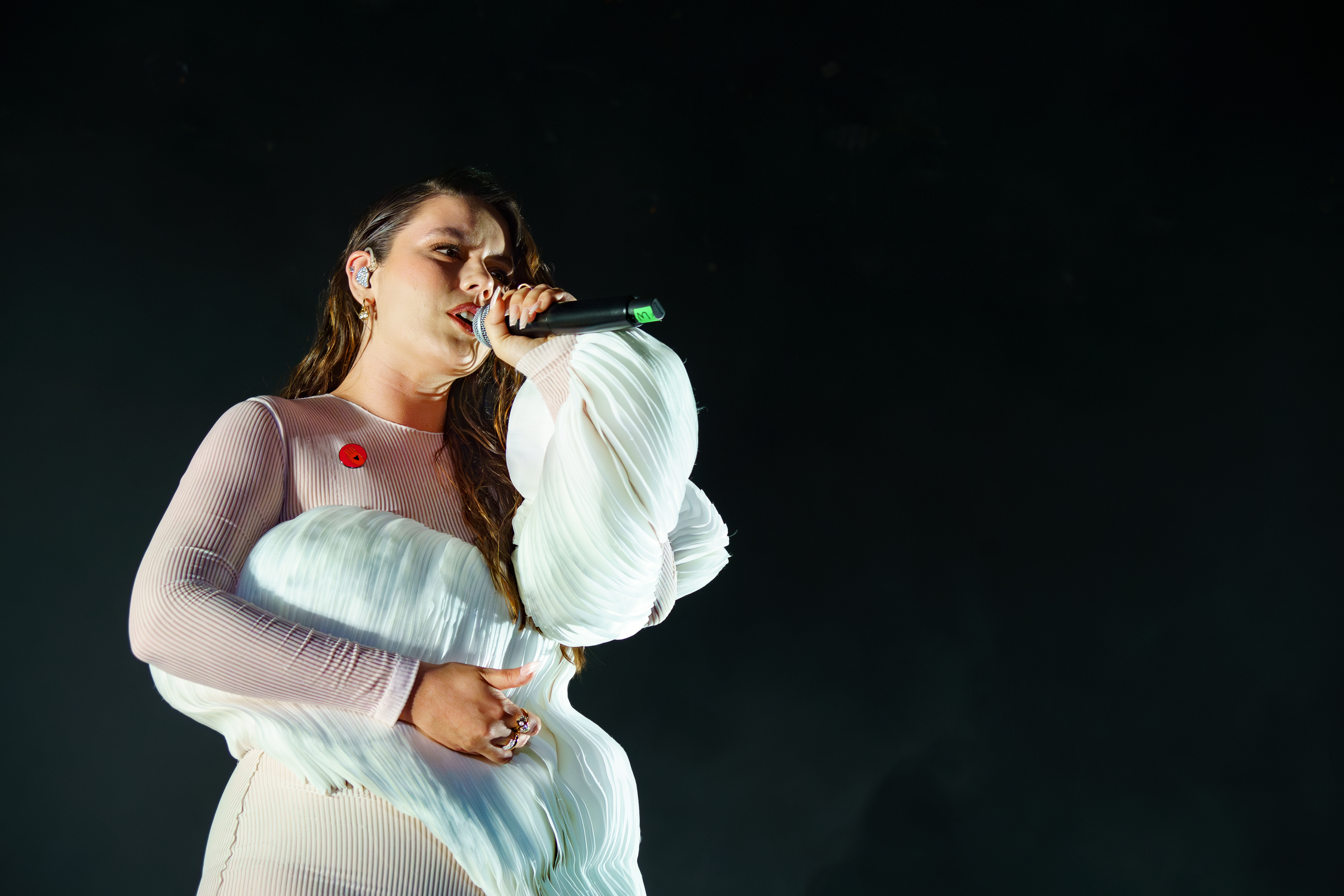
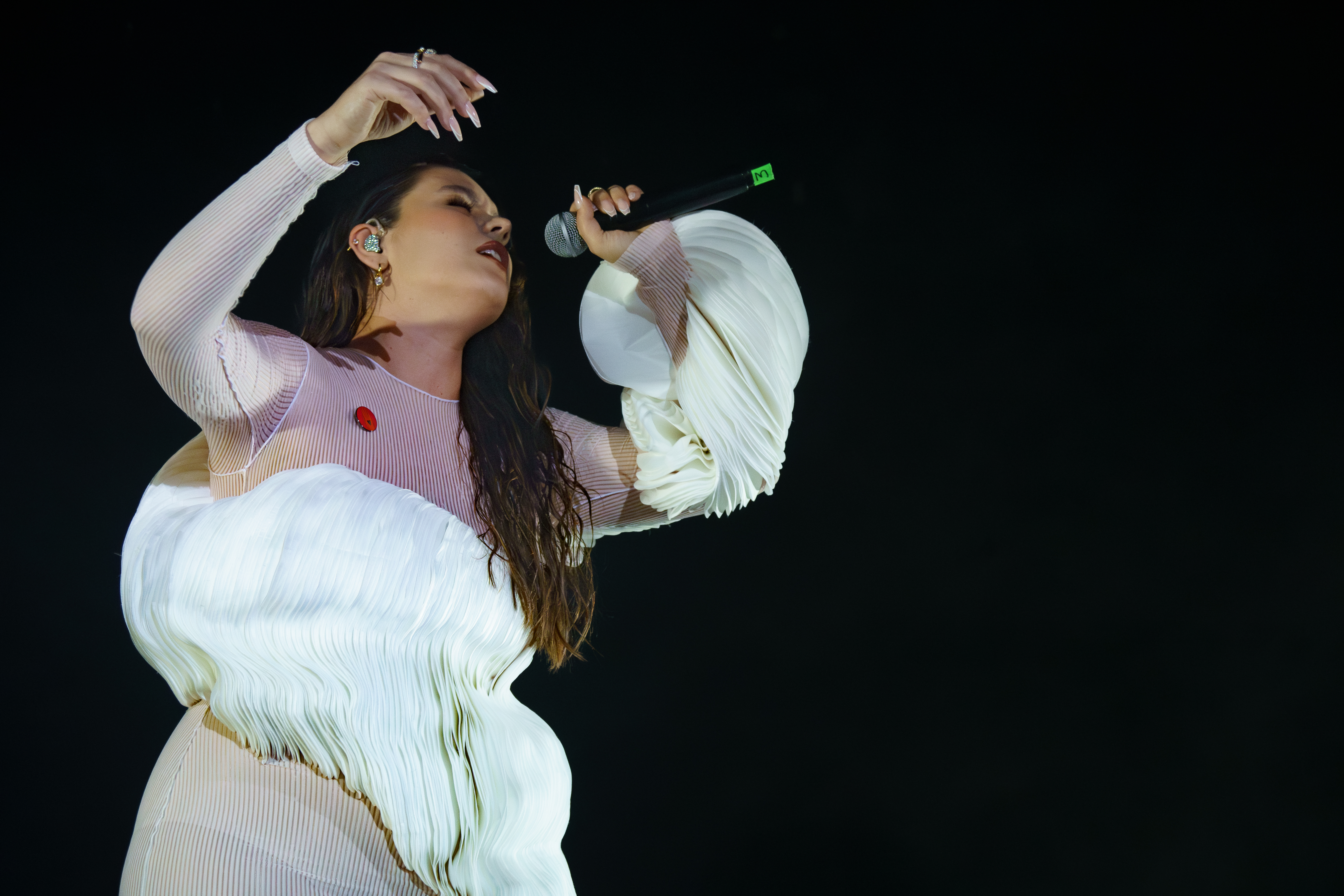

Під час Євробачення Юланда виступила на благодійному концерті для України в Мальме, де виконала свою конкурсну пісню, згодом випустила музичний кліп «Calma» про спогади з Євробачення, де є кадр, як вона підписує український прапор. На питання, чому для неї важлива підтримка України, Юланда відповіла: «Я хочу бути на правильному боці історії».